# Zmeu

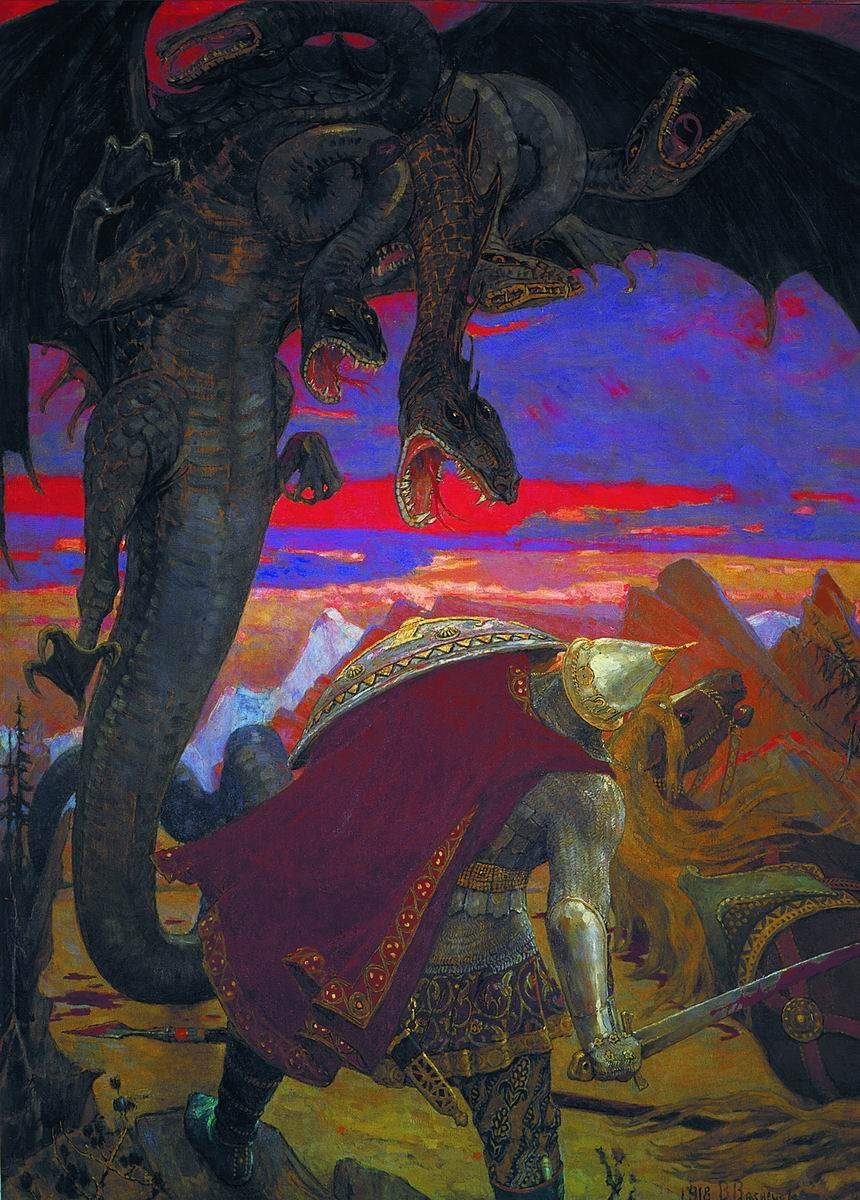
L'zmeu Gorinitx, de Víktor Vasnetsov

Un zmeu (plural: zmei, femení: zmeoaică/zmeoaice) és, segons la mitologia romanesa, un ésser sobrenatural semblant al drac o al balaur, que sovint apareix camuflat sota forma humana.,
En les històries on apareix, l'zmeu sol ser una representació del mal, l'egoïsme i la destrucció. Apareix de cop i volta del cel tot encenent la terra en flames i segresta donzelles, fins que finalment s'enfronta al Făt-Frumos, l'equivalent romanès del príncep encantador, a qui mai podrà vèncer.
La paraula zmeu significa "serp" en eslau.